# Lijst van gouverneurs van Hallands län
Dit is een lijst van gouverneurs van de provincie Hallands län in Zweden, in de periode 1658 tot heden. Hallands län is een län, een provincie in het zuiden van Zweden aan de westkust, aan het Kattegat. Het Zweeds voor gouverneur is landshövding.
1. Bengt Christoffersson Lilliehöök 1658–1665
2. Johan Hård af Segerstad 1665–1676
3. Göran Sperling 1676–1678
4. Sven Ranck 1678–1684
5. Gustaf Tungel 1684–1694
6. Hans von Dellingshausen 1698–1705
7. Reinhold Johan von Fersen 1695–1710
8. Axel von Faltzburg 1710–1728
9. Wilhelm Bennet 1728–1737
10. Claes Rålamb 1737–1745
11. Carl Mårten Fleetwood 1745–1750
12. Nils Bonde 1750
13. Hans Hummelhielm 1750–1761
14. Arvid Silfvershiöld 1761–1771
15. Olof von Nackreij 1771–1776
16. Salomon von Otter 1776–1781
17. Georg Gustaf Wrangel 1781–1793
18. Axel Eric Gyllenstierna 1793–1810
19. Gustaf Wilhelm Conradi 1810–1812
20. Josua Sylvander 1812–1818
21. Lars Arnell 1818–1823
22. Claes Virgin 1824–1844
23. Patrick Adolph Lewenhaupt 1844–1860
24. Carl Jonas Oscar Alströmer 1860–1876
25. F W Leijonancker 1876–1883
26. Carl Nordenfalk 1883–1902
27. Axel Asker 1902–1916
28. Carl Fredrik Hederstierna 1916–1920
29. Axel Mörner 1920–1935
30. Hilding Kjellman 1935–1943
31. Reimer Johansson 1943–1959
32. Ingvar Lindell 1959–1971
33. Yngve Holmberg 1972–1977
34. Carl Persson 1978–1979
35. Johannes Antonsson 1979–1986
36. Björn Molin 1986–1997
37. Karin Starrin 1997–2004
38. Lars-Erik Lövdén 2005–2014
39. Lena Sommestad 2014–2020
40. Brittis Benzler 2020–heden[1]

Blekinge län · Dalarnas län · Gävleborgs län · Gotlands län · Hallands län · Jämtlands län · Jönköpings län · Kalmar län · Kronobergs län · Norrbottens län · Örebro län · Östergötlands län · Skåne län · Södermanlands län · Stockholms län · Uppsala län · Värmlands län · Västerbottens län · Västernorrlands län · Västmanlands län · Västra Götalands län